# Benoît Langlais
Pour les articles homonymes, voir Langlais.
Benoît Langlais est un comédien québécois né le 29 juillet 1983  à Blainville au Québec.

## Carrière

### Filmographie
- 1996 : L'Oreille de Joé
- 1997 : L'Enfant des Appalaches : Luc Ducharme
- 1999 : Souvenirs intimes : Client du dépanneur
- 2013 : La Maison du pêcheur : Jacques Rose

### Série télévisée
- 1995 : Bouledogue Bazar : Chroniqueur
- 1997 : Sauve qui peut! : Max Dubois
- 1999-2001 : Deux Frères : Zacharie Hébert
- 2001-2005 : Ramdam : Mathieu Laporte
- 2004-2010 : Virginie : Pierre-Paul « Vincent » Laporte
- 2004 : Temps dur - Episode #1.9 : Patrice Léonard
- 2004 : Caméra Café - Épisode #2.12 : Guillaume Dugars